# Colldeforn
Colldeforn és una masia situada al municipi de Castellnou de Bages a la comarca catalana del Bages.